# Радіо Байрактар
Радіо Байрактар — українська FM-радіостанція, що почала мовлення 7 березня 2022 року замість радіостанції «Русское Радио Україна». 19 травня 2022 року Національна рада з питань телебачення і радіомовлення офіційно переоформила позивні.

## Історія мовлення
- 27 лютого 2022 року — радіогрупа «ТАВР Медіа» заявила про закриття Русского радио Україна та запуск на його частотах нового проекту. На частотах радіостанції продовжував транслюватися марафон «Єдині новини».

- 7 березня 2022 року — радіостанція почала мовлення в додатку RadioPlayer.

- 21 березня 2022 року — розпочато мовлення на частотах закритого Русского Радио Україна в містах Ковель 107.9 FM, Вінниця 104.1 FM, Дніпро 101.1 FM, Краматорськ та Слов'янськ 107.8 FM, Житомир 101.7 FM, Коростень 106.8 FM, Ужгород 105.7 FM, Запоріжжя 104.1 FM, Біла Церква 102.8 FM, Кропивницький 103.8 FM, Олександрія 91.3 FM, Первомайськ 100.4 FM, Одеса 104.9 FM, Красногорівка та Миргород 101.5 FM, Полтава 104.5 FM, Кременчук 103.9 FM, Суми 105.6 FM, Хмельницький 101.7 FM, Кам'янець-Подільський 104.8 FM, Прилуки 100.3 FM, Черкаси 103.7 FM, Чернівці 91.3 FM, Київ 98.5 FM та Львів 105.4 FM.

- 5 квітня 2022 року — розпочато мовлення в Тернополі на частоті 106.1 FM замість Radio ROKS.

- 6 квітня 2022 року — розпочато мовлення в Івано-Франківську на частоті 101.3 FM замість Radio Relax.

- 1 вересня 2022 року — почало мовлення у Львові на частоті 107.2 FM замість Вголос FM.

- 26 грудня 2022 року — розпочато мовлення в Херсоні на 104.8 FM.

- 30 грудня 2022 року — розпочато мовлення в Миколаєві на 89.5 FM.

- 5 липня 2023 року — розпочато мовлення в Кривому Розі на 105.9 FM.

## Програми
- «Ранкове шоу „Заряджай“» — ранкова розмова зі слухачами.
- «Завдяки тобі» — проєкт підтримки нашим воїнам.
- «Байрактар LIVE» — живе виконання пісень.

## Ведучі
- Костя Ізюмов
- Саша Крамар

### Колишні ведучі
- Настя Чорнична

## Покриття
Мережа Радіо Байрактар налічує 29 передавачів. В зоні впевненого прийому 79 міст України.

## Міста і частоти
- Київ — 98,5 FM

### Вінницька область
- Вінниця — 104,1 FM

### Волинська область
- Ковель — 107,9 FM

### Дніпропетровська область
- Дніпро — 101,1 FM
- Кривий Ріг — 105,9 FM

### Донецька область
- Донецьк — 104,7 FM — замінений на Русское Радио (Росія)
- Краматорськ — 107,8 FM
- Маріуполь — 105,3 FM — замінений на Ретро FM (Росія)
- Слов'янськ — 107,8 FM

### Житомирська область
- Житомир — 101,7 FM
- Коростень — 106,8 FM

### Закарпатська область
- Ужгород — 105,7 FM

### Запорізька область
- Запоріжжя — 104,1 FM

### Івано-Франківська область
- Івано-Франківськ — 101,3 FM

### Київська область
- Біла Церква — 102,8 FM

### Кіровоградська область
- Кропивницький — 103,8 FM
- Олександрія — 91,3 FM

### Луганська область
- Луганськ — 102,9 FM — замінений на Радіо Маяк (Росія)

### Львівська область
- Львів — 107,2 FM

### Миколаївська область
- Миколаїв — 89,5 FM
- Первомайськ — 100,4 FM

### Одеська область
- Одеса — 104,9 FM

### Полтавська область
- Полтава — 104,5 FM
- Красногорівка — 101,5 FM
- Кременчук — 103,9 FM
- Миргород — 101,5 FM

### Сумська область
- Суми — 105,6 FM

### Тернопільська область
- Тернопіль — 93,2 FM

### Харківська область
- Харків — 88,0 FM

### Херсонська область
- Херсон — 104,8 FM
- Олешки — 104,8 FM

### Хмельницька область
- Хмельницький — 101,7 FM
- Кам'янець-Подільський — 104,8 FM

### Черкаська область
- Черкаси — 103,7 FM
- Умань — 102,8 FM

### Чернівецька область
- Чернівці — 91,3 FM

### Чернігівська область
- Чернігів — 107,2 FM
- Прилуки — 100,3 FM

### Автономна республіка Крим
- Алушта — 102,9 FM — замінений на Русское Радио (Росія)
- Євпаторія — 101,0 FM — замінений на Русское Радио (Росія)
- Керч — 106,4 FM — замінений на Русское Радио (Росія)
- Севастополь — 104,5 FM — замінений на Русское Радио (Росія)
- Сімферополь — 106,1 FM — замінений на Русское Радио (Росія)
- Судак — 104,7 FM — замінений на Русское Радио (Росія)
- Феодосія — 105,1 FM — замінений на Русское Радио (Росія)
- Ялта — 105,8 FM — замінений на Русское Радио (Росія)

## Плани радіостанції
- Генічеськ — 106,8 FM
- Сєвєродонецьк — 103,3 FM

### Сторінки в соцмережах
- Радіо Байрактар у соцмережі «Facebook»
- Радіо Байрактар  у соцмережі «Instagram»
- Радіо Байрактар у месенджері «Telegram»